# Tennistavolo agli VIII Giochi del Mediterraneo
Il torneo di tennistavolo degli VIII Giochi del Mediterraneo ha previsto 7 gare: 3 maschili e 4 femminili. Quelle maschili sono state divise in singolare, doppio e gara a squadre così come le gare femminili. In più per questa edizione è prevista la specialità del doppio misto

## Podi

### Uomini
| Evento                      | Oro                                        | Argento                                    | Bronzo                                   |
| Singolo maschile (dettagli) | Dragutin Šurbek                            | Jacques Secrétin                           | Anton Stipancic                          |
| Doppio maschile (dettagli)  | Francia Jacques Secrétin Patrick Birocheau | Jugoslavia Dragutin Šurbek Anton Stipancic | Jugoslavia Zoran Kalinić Zoran Kosanovic |
| Gara a squadre (dettagli)   | Jugoslavia                                 | Francia                                    | Turchia                                  |

### Donne
| Evento                            | Oro                                           | Argento                                | Bronzo                                   |
| Singolo femminile (dettagli)      | Erzebet Palatinus                             | Dubravka Fabri                         | Branka Batinic                           |
| Doppio femminile (dettagli)       | Jugoslavia Erzebet Palatinus Gordana Perkučin | Francia Claude Bergeret Nadine Daviaud | Jugoslavia Branka Batinic Dubravka Fabri |
| Competizione a squadre (dettagli) | Francia                                       | Jugoslavia                             | Grecia                                   |

### Misto
| Evento                  | Oro                                      | Argento                                      | Bronzo                                    |
| Doppio misto (dettagli) | Francia Claude Bergeret Jacques Secrétin | Jugoslavia Erzebet Palatinus Anton Stipancic | Jugoslavia Gordana Perkučin Zoran Kalinić |

## Medagliere
| Posizione | Paese      |   |   |   | Totale |
| --------- | ---------- | - | - | - | ------ |
| 1         | Jugoslavia | 4 | 4 | 5 | 13     |
| 2         | Francia    | 3 | 3 | 0 | 6      |
| 3         | Grecia     | 0 | 0 | 1 | 1      |
|           | Turchia    | 0 | 0 | 1 | 1      |
| Totale    | Totale     | 7 | 7 | 7 | 21     |